# Internationale Cricket-Saison 1986/87
Die internationale Cricket-Saison 1986/87 fand zwischen September 1986 und April 1987 statt. Als Wintersaison wurden vorwiegend Heimspiele der Mannschaften aus Südasien, der Karibik und Ozeanien ausgetragen.

## Überblick

### Internationale Touren
| Beginn            | Heimteam   | Auswärtsteam | Resultate | Resultate | Artikel |
| Beginn            | Heimteam   | Auswärtsteam | Test      | ODI       | Artikel |
| ----------------- | ---------- | ------------ | --------- | --------- | ------- |
| 7. September 1986 | Indien     | Australien   | 0–0 [3]   | 3–2 [6]   | Artikel |
| 24. Oktober 1986  | Pakistan   | West Indies  | 1–1 [3]   | 1–4 [5]   | Artikel |
| 14. November 1986 | Australien | England      | 1–2 [5]   |           | Artikel |
| 17. Dezember 1986 | Indien     | Sri Lanka    | 2–0 [3]   | 4–1 [5]   | Artikel |
| 27. Januar 1987   | Indien     | Pakistan     | 0–1 [5]   | 1–5 [6]   | Artikel |
| 20. Februar 1987  | Neuseeland | West Indies  | 1–1 [3]   | 0–3 [4]   | Artikel |

### Internationale Turniere
| Beginn            | Turnier                                  | Land                         |
| ----------------- | ---------------------------------------- | ---------------------------- |
| 27. November 1986 | Champions Trophy 1986/87                 | Vereinigte Arabische Emirate |
| 30. Dezember 1986 | Benson & Hedges Challenge 1986/87        | Australien                   |
| 17. Januar 1986   | Benson & Hedges World Series Cup 1986/87 | Australien                   |
| 2. April 1987     | Sharjah Cup 1986/87                      | Vereinigte Arabische Emirate |

### Internationale Touren (Frauen)
| Beginn          | Heimteam   | Auswärtsteam | Resultate | Artikel |
| Beginn          | Heimteam   | Auswärtsteam | WODI      | Artikel |
| --------------- | ---------- | ------------ | --------- | ------- |
| 18. Januar 1987 | Australien | Neuseeland   | 1–2 [3]   | Artikel |

## Nationale Meisterschaften
Aufgeführt sind die nationalen Meisterschaften der Full Member des ICC.
| Land                         | First-Class                 | List A                                    |
| ---------------------------- | --------------------------- | ----------------------------------------- |
| Australien                   | Sheffield Shield 1986/87    | Mc Donald's Cup 1986/87                   |
| Indien                       | Ranji Trophy 1986/87        |                                           |
| Duleep Trophy 1986/87        | Deodhar Trophy 1986/87      |                                           |
| Irani Cup 1986/87            |                             |                                           |
| Neuseeland                   | Shell Trophy 1986/87        | Shell Cup 1986/87                         |
| Pakistan                     | Quaid-e-Azam Trophy 1986/87 | Wills Cup 1986/87                         |
| BCCP Patron's Trophy 1986/87 |                             |                                           |
| Südafrika                    | Castle Cup 1986/87          | Benson and Hedges Series 1986/87          |
| UCB Bowl 1986/87             |                             |                                           |
| Howa Bowl 1986/87            |                             |                                           |
| West Indies                  | Shell Shield 1985/86        | Geddes Grant/Harrison Line Trophy 1985/86 |